# Universell utformning
Universell utformning betyder sådan utformning av produkter, miljöer, program och tjänster att de ska kunna användas av alla i största möjliga utsträckning utan behov av anpassning eller specialutformning. Det är en förutsättning för att personer med funktionsnedsättning ska kunna delta i samhället på lika villkor som andra. 
Universell utformning är ett nytt begrepp för funktionell design och sedan november 2017 ett av målen för svensk funktionshinderpolitik. Begreppet förstärker vikten av tillgänglighet och användbarhet. Universell utformning är även en bärande princip i den svenska politiken för gestaltad livsmiljö, det vill säga politiken för arkitektur, form och design. 
Universell utformning är ett begrepp som hör hemma på den strukturella samhällsnivån till skillnad från individnivån. Därmed är universell utformning en aspekt av hur samhället ordnas för alla, till skillnad från särlösningar för enskilda individer. 
Universell utformning är en hörnsten i arbetet för att främja funktionsrätt i samhället. 
Goda exempel på universell utformning kan vara produkter som började som särlösningar, men var så bra att de blivit standardlösningar, som fjärrkontrollen, engreppsblandare i vattenkranar eller nigande fordon.
I en enkätundersökning från 2019 framgick att mindre än hälften av de tillfrågade kände till begreppet universell utformning.